# Bộ trưởng Giáo dục, Văn hóa, Thể thao, Khoa học và Công nghệ
Bộ trưởng Giáo dục, Văn hoá, Thể thao, Khoa học và Công nghệ (文部科学大臣 (Văn bộ Khoa học Đại thần) Monbu-kagaku Daijin) là thành viên của nội các Nhật Bản phụ trách Bộ Giáo dục, Văn hoá, Thể thao, Khoa học và Công nghệ.

## Danh sách Bộ trưởng Giáo dục, Văn hoá, Thể thao, Khoa học và Công nghệ
| TT | Bộ trưởng             | Bộ trưởng          | Nội các                                                  | Ngày bắt đầu nhiệm kỳ | Đảng          |
| -- | --------------------- | ------------------ | -------------------------------------------------------- | --------------------- | ------------- |
| 1  |                       | Machimura Nobutaka | Nội các Mori lần 2 Cải tổ (sau khi tổ chức lại các bộ)   | 6 tháng 1 năm 2001    | Dân chủ Tự do |
| 2  |                       | Tōyama Atsuko      | Nội các Koizumi lần 1 Nội các Koizumi lần 1 Cải tổ lần 1 | 26 tháng 4 năm 2001   | Độc lập       |
| 3  |                       | Kawamura Takeo     | Nội các Koizumi lần 1 Cải tổ lần 2                       | 22 tháng 9 năm 2003   | Dân chủ Tự do |
| 4  | Nội các Koizumi lần 1 | Kawamura Takeo     | 27 tháng 9 năm 2004                                      |                       | Dân chủ Tự do |
| 5  |                       | Nakayama Nariaki   | Nội các Koizumi lần 2 Cải tổ                             | 31 tháng 10 năm 2005  | Dân chủ Tự do |
| 6  | Nội các Koizumi lần 3 | Nakayama Nariaki   | 21 tháng 9 năm 2005                                      |                       | Dân chủ Tự do |
| 7  |                       | Kosaka Kenji       | Nội các Koizumi lần 3 Cải tổ                             | 31 tháng 10 năm 2005  | Dân chủ Tự do |
| 8  |                       | Ibuki Bunmei       | Nội các Abe lần 1 Nội các Abe lần 1 Cải tổ               | 26 tháng 9 năm 2006   | Dân chủ Tự do |
| 9  |                       | Tokai Kisaburō     | Nội các Fukuda Yasuo                                     | 26 tháng 9 năm 2007   | Dân chủ Tự do |
| 10 |                       | Suzuki Tsuneo      | Nội các Fukuda Yasuo Cải tổ                              | 2 tháng 8 năm 2008    | Dân chủ Tự do |
| 11 |                       | Shionoya Ryū       | Nội các Asō                                              | 24 tháng 9 năm 2008   | Dân chủ Tự do |
| 12 |                       | Kawabata Tatsuo    | Nội các Hatoyama Yukio                                   | 16 tháng 9 năm 2009   | Dân chủ       |
| 13 | Nội các Kan           | Kawabata Tatsuo    | 8 tháng 6 năm 2010                                       |                       | Dân chủ       |
| 14 |                       | Takaki Yoshiaki    | Nội các Kan Cải tổ lần 1 Nội các Kan Cải tổ lần 2        | 17 tháng 9 năm 2010   | Dân chủ       |
| 15 |                       | Nakagawa Masaharu  | Nội các Noda                                             | 2 tháng 9 năm 2011    | Dân chủ       |
| 16 |                       | Hirano Hirofumi    | Nội các Noda Cải tổ lần 1 Nội các Noda Cải tổ lần 2      | 13 tháng 1 năm 2012   | Dân chủ       |
| 17 |                       | Tanaka Makiko      | Nội các Noda Cải tổ lần 3                                | 1 tháng 10 năm 2012   | Dân chủ       |
| 18 |                       | Shimomura Hakubun  | Nội các Abe lần 2 Nội các Abe lần 2 Cải tổ               | 26 tháng 12 năm 2012  | Dân chủ Tự do |
| 19 | Nội các Abe lần 3     | Shimomura Hakubun  | 24 tháng 12 năm 2014                                     |                       | Dân chủ Tự do |
| 20 |                       | Hase Hiroshi       | Nội các Abe lần 3 Cải tổ lần 1                           | 7 tháng 10 năm 2015   | Dân chủ Tự do |
| 21 |                       | Matsuno Hirokazu   | Nội các Abe lần 3 Cải tổ lần 2                           | 3 tháng 8 năm 2016    | Dân chủ Tự do |
| 22 |                       | Hayashi Yoshimasa  | Nội các Abe lần 3 Cải tổ lần 3                           | 3 tháng 8 năm 2017    | Dân chủ Tự do |
| 23 | Nội các Abe lần 4     | Hayashi Yoshimasa  | 1 tháng 11 năm 2017                                      |                       | Dân chủ Tự do |
| 24 |                       | Shibayama Masahiko | Nội các Abe lần 4 Cải tổ lần 1                           | 2 tháng 10 năm 2018   | Dân chủ Tự do |
| 25 |                       | Hagiuda Kōichi     | Nội các Abe lần 4 Cải tổ lần 2                           | 11 tháng 9 năm 2019   | Dân chủ Tự do |
| 26 | Nội các Suga          | Hagiuda Kōichi     | 16 tháng 9 năm 2020                                      |                       | Dân chủ Tự do |
| 27 |                       | Suematsu Shinsuke  | Nội các Kishida lần 1                                    | 4 tháng 10 năm 2021   | Dân chủ Tự do |
| 28 | Nội các Kishida lần 2 | Suematsu Shinsuke  | 10 tháng 11 năm 2021                                     |                       | Dân chủ Tự do |
| 29 |                       | Nagaoka Keiko      | Nội các Kishida lần 2 Cải tổ lần 1                       | 10 tháng 8 năm 2022   | Dân chủ Tự do |
| 30 |                       | Moriyama Masahito  | Nội các Kishida lần 2 Cải tổ lần 2                       | 13 tháng 9 năm 2023   | Dân chủ Tự do |
| 31 |                       | Abe Toshiko        | Nội các Ishiba lần 1                                     | 1 tháng 10 năm 2024   | Dân chủ Tự do |
| 32 | Nội các Ishiba lần 2  | Abe Toshiko        | 11 tháng 11 năm 2024                                     |                       | Dân chủ Tự do |